# Automeris balachowskyi
Automeris balachowskyi é uma espécie de mariposa do gênero Automeris, da família Saturniidae.
Sua ocorrência foi registrada no delta do rio Orinoco, na Venezuela.